# Буронцо
Буронцо (итал. Buronzo) је насеље у Италији у округу Верчели, региону Пијемонт.
Према процени из 2011. у насељу је живело 749 становника. Насеље се налази на надморској висини од 183 м.

## Становништво
| 1936. | 1951. | 1961. | 1971. | 1981. | 1991. | 2001. | 2011. |
| ----- | ----- | ----- | ----- | ----- | ----- | ----- | ----- |
| 1.529 | 1.490 | 1.409 | 1.314 | 1.190 | 1.021 | 951   | 916   |